# Пуртова Анна Анатоліївна
Пуртова Анна Анатоліївна (нар. 15 квітня 1982, Дніпро) — український політик, народний депутат 9-го скликання. Голова правління створенної 25 червня 2019 громадської організації «Діджитал освіта». Член партії «Слуга народу».

## Життєпис
Народилася 15 квітня 1982 року в Дніпрі.

## Освіта
- 1999—2004 рр. Дніпропетровський національний університет, факультет міжнародної економіки, магістр з міжнародної економіки; диплом з відзнакою
- 2000—2004 рр. Дніпропетровський національний університет, юридичний факультет, спеціальність правознавство; диплом з відзнакою
- 2002 — здобула грант на безкоштовне навчання у Копенгагенській школі бізнесу.

## Політика
Брала участь в виборах у виборчому окрузі № 221, Печерський район, частина Солом'янського, частина Шевченківського районів Києва), перемігши Леоніда Ємця, що також висувався в цьому окрузі від партії «Голос».
Член Комітету Верховної Ради з питань бюджету, голова підкомітету з питань державних інвестиційних проєктів.
Голова Постійної делегації у Парламентській асамблеї Організації Чорноморського економічного співробітництва. Співголова групи з міжпарламентських зв'язків з Об'єднаними Арабськими Еміратами.

## Трудова діяльність
Перший бізнес почала у 22 роки, імпортувала до України продукти харчування з країн Європейського союзу. З 2008 року займається ресторанним бізнесом, міжнародним консалтингом щодо інвестування до України, вела проєкти у галузі освіти. Працює у галузі цифрової реклами та піару.  Розробляє концепцію електронної освіти.
2018 року з колегами допомогла створити першу безкоштовну онлайн-бібліотеку української літератури «Слухай».

## Родина
- з чоловіком виховує двох доньок — Тетяну (2008 р.н.) та Марію (2015 р.н.).
- Мати — викладач німецької мови та літератури в університеті. Батько — інженер-ракетобудувальник у Конструкторському бюро «Південне».